# 法國國鐵TGV Duplex列車

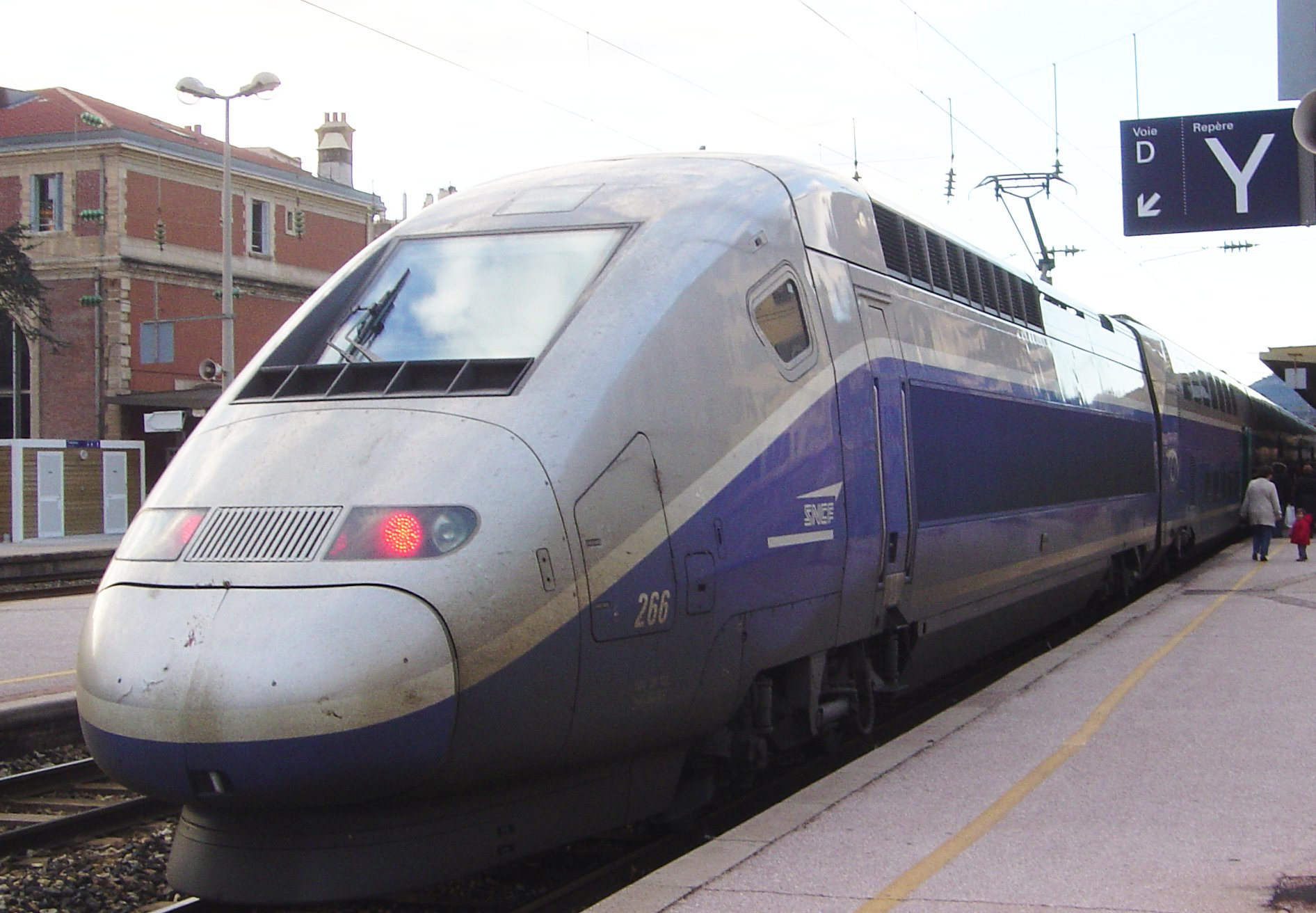
TGV Duplex電力機車

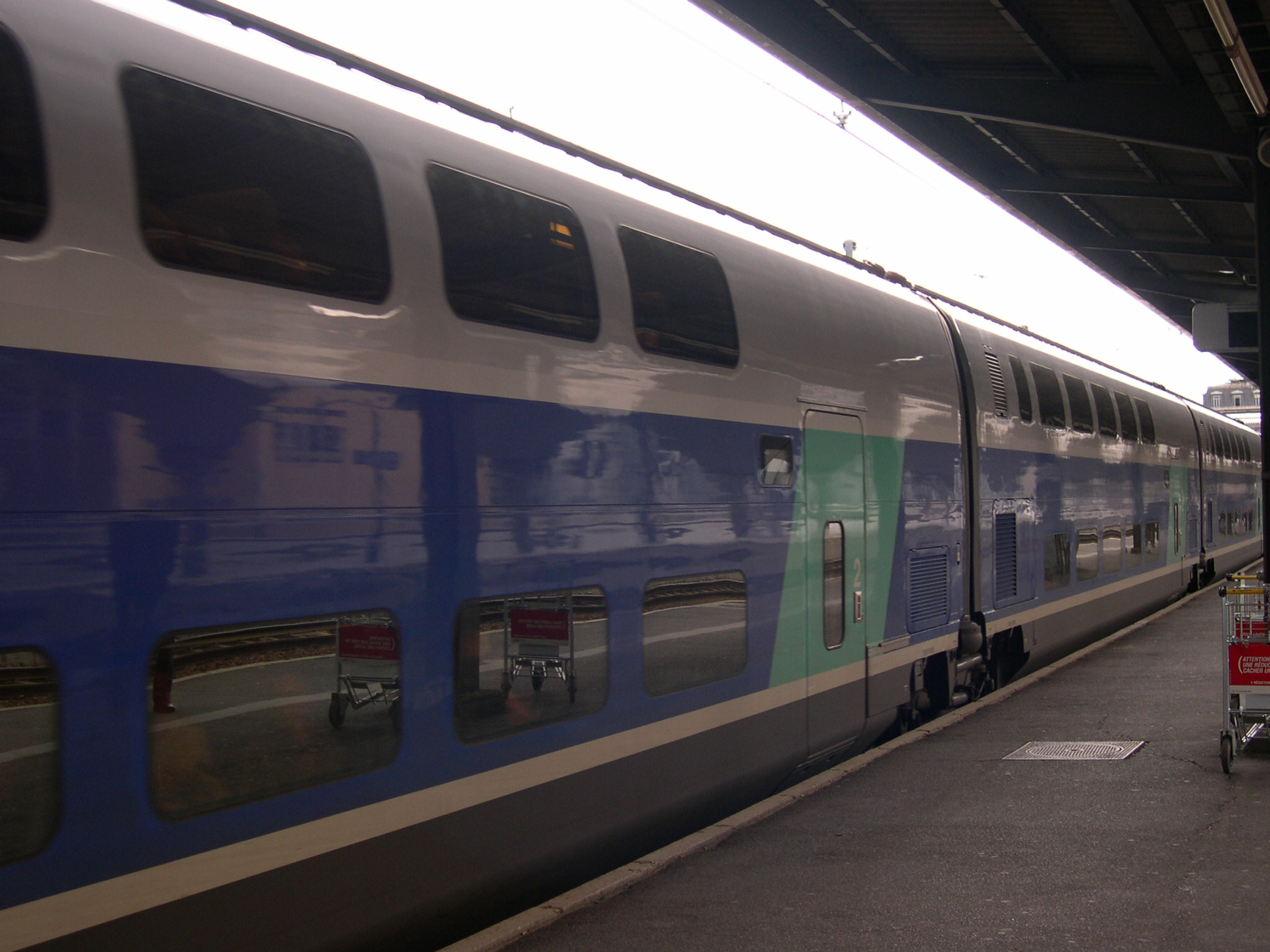
列車雙層客卡

TGV Duplex，是法國國鐵的TGV高鐵列車車款之一，這款列車的特色，是首款設置雙層車廂的車款，同時也是第三代TGV列車，針對客量大及流量飽和的高鐵路線而設。每組Duplex列車最高可載545人，憑著容量大的特點，這款列車成為法國高鐵系統的主力車型。
截至2007年，現役的TGV Duplex列車數量為109組（201-289, 601-619, 701）。

## 概要
在高鐵路線客量持續增長至接近飽和的情況下，系統便出現需要增加容量的壓力，其中一個方案，便是把同一路線的列車班次加密，但需要採用更複雜的信號系統及更強的刹車系統，以減少刹車距離。這套方案曾在部分路線使用，最高可每隔三分鐘開出一列車班次，由於技術上的困難，因此有必要尋求其他解決方案。
巴黎至里昂的高鐵路線是全法國，也可能是全球最繁忙的路線，自1981年通車以來，客量急速增長，當時曾以兩組TGV列車連掛行走，但仍未能提供足夠載客量，且需要更長的月台上落客，因此最後便設計出雙層TGV Duplex列車。
這款列車最初使用兩輛單層列車的TGV Réseau電力機車於頭尾作牽引，隨著用作牽引雙層車廂的機車研發完成，至1995年也改用供Duplex使用的雙層電力機車。

## 「V150」列車
2007年4月3日，法鐵把同型號的列車進行特殊改造，換上較大的車輪、使用經改裝的TGV POS電力機車，把列車車廂數目由10個減半至5個（兩個電力機車+三個雙層車廂），及把客車車廂的轉向架改用供AGV使用的帶動力款式，令列車的重量更輕及擁有更強的動力輸出功率，最終在試驗時的速度達到每小時574.8公里，打破路軌列車速度新的世界記錄。

## 其他雙層高速列車
- Euroduplex
- 法國國鐵Avelia Horizon列車
- 新幹線E1系電力動車組－首款全雙層高速列車，由東日本旅客鐵道（JR東日本）擁有及營運。
- 新幹線E4系電力動車組－E1系後繼車款，同樣由東日本旅客鐵道（JR東日本）擁有及營運。
- 和谐号CRH2E双层型电力动车组
- 和谐号CRH3X电力动车组
- 复兴号CR400AF-S双层型电力动车组
- 复兴号CR400BF-S双层型电力动车组

## 外部連結
- 法国高速列车——TGV Duplex型 (上海科普)

1. ↑  佐藤芳彦『図解TGV VS. 新幹線』273p「TGV-Duplex主要諸元表」および佐藤芳彦「世界の高速鉄道 フランスTGV その2」 『鉄道ファン』2007年9月号133p「表 TGV諸元」による。